# Òbol
Òbol (en grec antic ὀβελός, "obelós" i en àtic ὀβολός, "obolós", pl. ὀβολόι, «fermall», en llatí obolus) era la més petita de les quatre principals denominacions del pes i del diner entre els grecs. Era equivalent a 1/6 d'una dracma, 1/600 d'una mina, i 1/36000 d'un talent, i pesava 0,72 grams. 4,32 grams feien una dracma (6 òbols). Com a moneda els òbols eren de plata i almenys en el sistema àtic hi havia peces de 5, 4, 3, 2 i 1½ òbols i peces fraccionades de ¾, ½ i ¼ d'òbol. La peça de 1½ era equivalent a un quart de dracma; l'òbol àtic estava dividit en 8 (o en 10) calcos.

## Etimologia

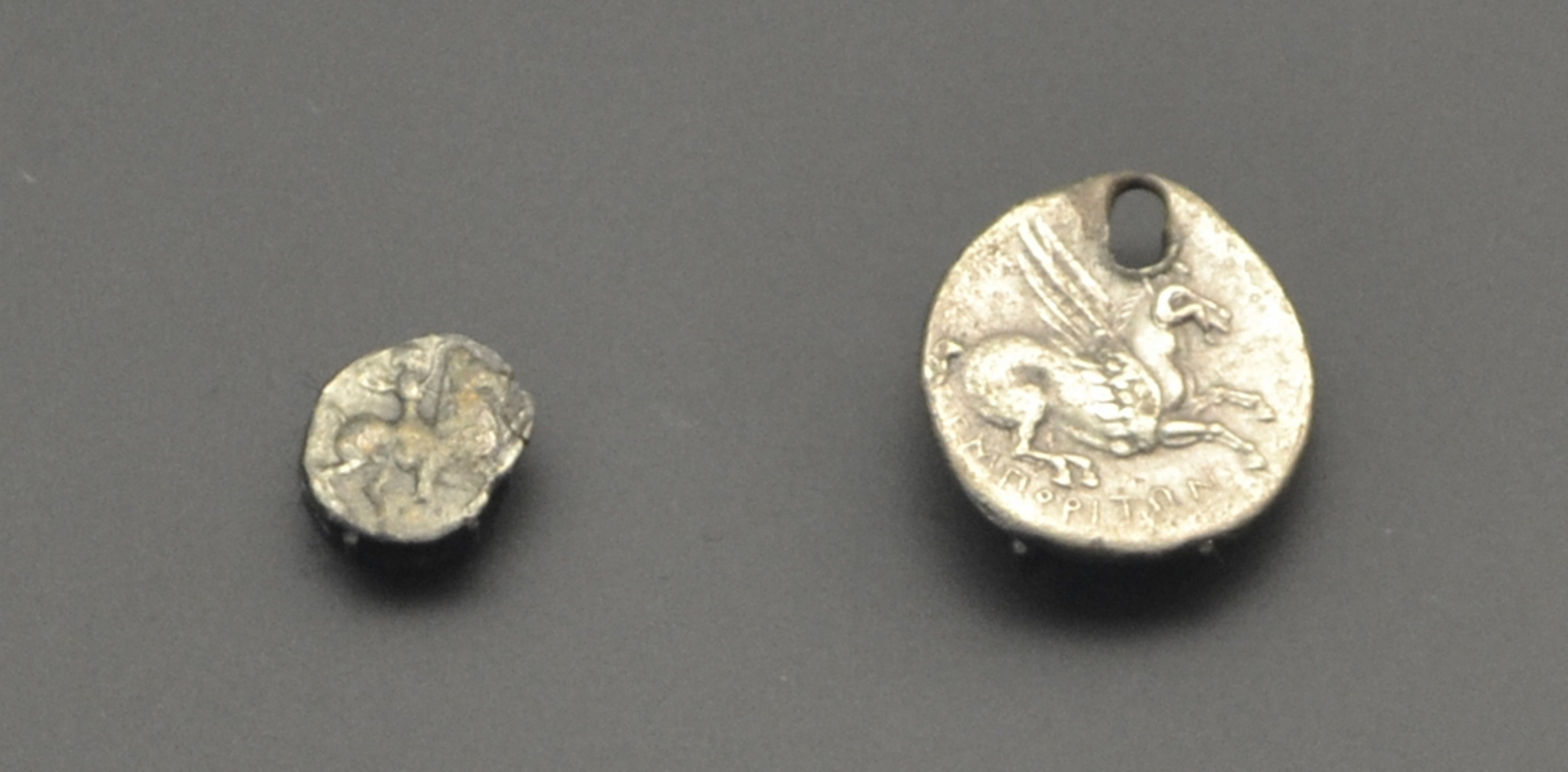
Òbol i dracma d'Empúries. Museu de Prehistòria de València.

La paraula òbols o obelós (plural oboloí, obeloí) es refereix a una barra de metall fina i llarga, similar a un ast. Els petits obelós són, eufemísticament un obelisc. Els òbols van venir a ser utilitzats com a monedes en representar els lingots de coure o de bronze, i es negociava amb ells com a tal.

## Història
Segons Plutarc, els espartans tenien un òbol de ferro equivalent a quatre calcs. Esparta va optar per conservar l'ús de l'incòmode i poc pràctic òbol en lloc d'altres monedes per descoratjar la cerca de l'abundància.
L'òbol és també una unitat de pes. En l'antiga Grècia estava definida com la sisena part d'una dracma, o aproximadament 0,5 grams. En l'antiga Roma estava definida com l'1/48 d'una unça romana, o prop de 0,57 grams. En la Grècia moderna és l'equivalent a un decigram o 0,1 grams.
Els difunts eren enterrats amb un òbol posat sota la llengua o en els ulls del cadàver, perquè, una vegada que l'ombra de la persona morta aconseguís el món subterrani de l'Hades, pogués pagar a Caront per poder passar a través del riu Aqueront. Aquells que no tenien la quantitat suficient, o als quals els amics havien rebutjat de donar-los els ritus apropiats de l'enterrament, havien d'esperar durant cent anys a la riba de l'Aqueront, fins que Caront accedís a portar-los sense cobrar.

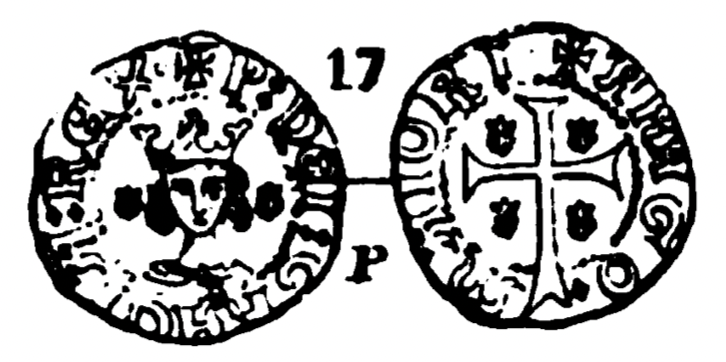
Òbol encunyat per Pere el Cerimoniós

### Regne de Mallorca
Al Regne de Mallorca, Pere el Catòlic va crear una moneda, l'octau de ral, que en època de Joan I anomenaven òbol. Pere el Cerimoniós també va encunyar òbols el 1385.

## En la cultura popular
L'òbol va ser usat en el film independent The Boondock Saints. Dos germans, en els seus papers com a vigilants, col·loquen sengles òbols sobre els ulls de l'assassinat Mob Boss. Aquesta és una al·lusió a l'antiga tradició grega.